# La meva dona i els meus fills
La meva dona i els meus fills és un quadre realitzat entre 1897 i 1898 pel pintor valencià Joaquim Sorolla i Bastida.

## Descripció
Es tracta d'una obra experimental, on va recollir com és d'essencial l'escena, deixant el quadre sense acabar. Mostra als seus tres fills caminant sota l'atenció per la seva mare, Clotilde. Aquesta apareix gairebé esbossada i vesteix vestit blanc, amb baga negra a la cintura, i fa gest de subjectar la petita Elena, mig nua, que agafa la bata del seu germà Joaquim. Mentre, a l'esquerra, Maria està avançant.